# Radosław Leniarski
Radosław Leniarski (ur. 25 sierpnia 1964 w Warszawie) – polski dziennikarz sportowy, związany z „Gazetą Wyborczą”.

## Życiorys
W młodości trenował kajakarstwo, służył też w Marynarce Wojennej. Od 1994 pracuje w „Gazecie Wyborczej”. Był tam wiceszefem działu zagranicznego, a w latach 2012–2015 i ponownie 2016–2019 szefem działu sportowego.
W 2018 r. wraz z Romanem Imielskim wydał książkę Najważniejszy mecz Kremla. W 2021 otrzymał Nagrodę im. Bohdana Tomaszewskiego.